# Gnorimopsar chopi
O pássaro-preto (Gnorimopsar chopi), popularmente conhecido como graúna, assum-preto, cupido, chico-preto, arranca-milho, chopim, melro ou craúna, é uma espécie de ave da família Icteridae. É a única espécie do gênero. Encontra-se geograficamente bem distribuída pela América do Sul, e no Brasil em regiões não amazônicas. Trata-se de uma ave onívora  capaz de nidificar, ou seja, fazer ninhos. Sua reprodução ocorre no verão e na primavera, podendo haver de 2 a 3 posturas, com 2 a 4 ovos em cada uma. É uma espécie que sofre com o tráfico de animais silvestres devido a sua beleza e seu canto - considerado por muito um dos mais melodiosos do Brasil. Essa espécie é de extrema importância e  atua como um bioindicador no bioma brasileiro Cerrado, atualmente desmatado para o cultivo de soja. Não possui dimorfismo sexual ou etária, por isso, é muito difícil diferenciar as  fêmeas dos machos e os jovens dos adultos da espécie.

## Distribuição geográfica
Pode ser encontrada nos seguintes países da América do Sul: Argentina, Bolívia, Brasil, Paraguai, Peru e Uruguai. No Brasil, a graúna é encontrada em todo o território não amazônico.
Os seus habitats naturais são: savanas áridas, campos de gramíneas de baixa altitude subtropicais ou tropicais, sazonalmente úmidos ou inundados, pastagens e florestas secundárias.
No região do Nordeste brasileiro ocorre o Gnorimopsar chopi sulcirostris, bem maior que o pássaro-preto. Devido ao nome chopi, presente na identificação científica, essa espécie recebe erroneamente o nome vulgar de Chopim ou Gaudério - da espécie Molothrus bonariensis - na qual o macho é azul escuro de tonalidade de metálica, e a fêmea preto fosco.

## Etimologia
A espécie é conhecida popularmente como graúna, palavra que deriva de "guira una" - ave preta - em tupi-guarani. Já seu nome científico, Gnorimopsar Chopi tem origem no grego "gnorimos" = notável e "psar"/"psarus" = estorninho; logo: ave notável parecida com estorninho. O "chopi" origina-se do guarani "cho pi" - uma onomatopeia que descreve o canto desta ave.
O nome "pássaro-preto" foi selecionado como nome vernáculo técnico individualmente para essa espécie pelo Comitê Brasileiro de Registros Ornitológicos.

## Descrição anatômica
Indivíduos adultos da espécie apresentam penas pontiagudas na nuca, uma coloração preto brilhante e uma cauda curta, além disso, possuem um corpo robusto e um bico com base larga e ponta levemente curvada. Com uma maior aproximação é possível observar a presença de sulcos na parte inferior da mandíbula do animal.

## Ecologia e comportamento

### Alimentação
Onívora. Esta espécie alimenta-se tanto de vegetais como frutos, sementes e néctar quanto de carne de insetos, pequenos invertebrados e aranhas e até mesmo pequenos sapos. Aprecia o coco maduro da palmeira Buriti. É uma ave considerada muito inteligente por sua capacidade de capturar insetos atropelados em estradas e  de desenterrar sementes recém plantadas, como as de milho - daí seu nome popular arranca-milho. A busca por recursos alimentares pode ocorrer tanto nas copas das árvores quanto no solo, sendo mais comum a segunda maneira, chamada de forrageamento terrestre.

### Reprodução

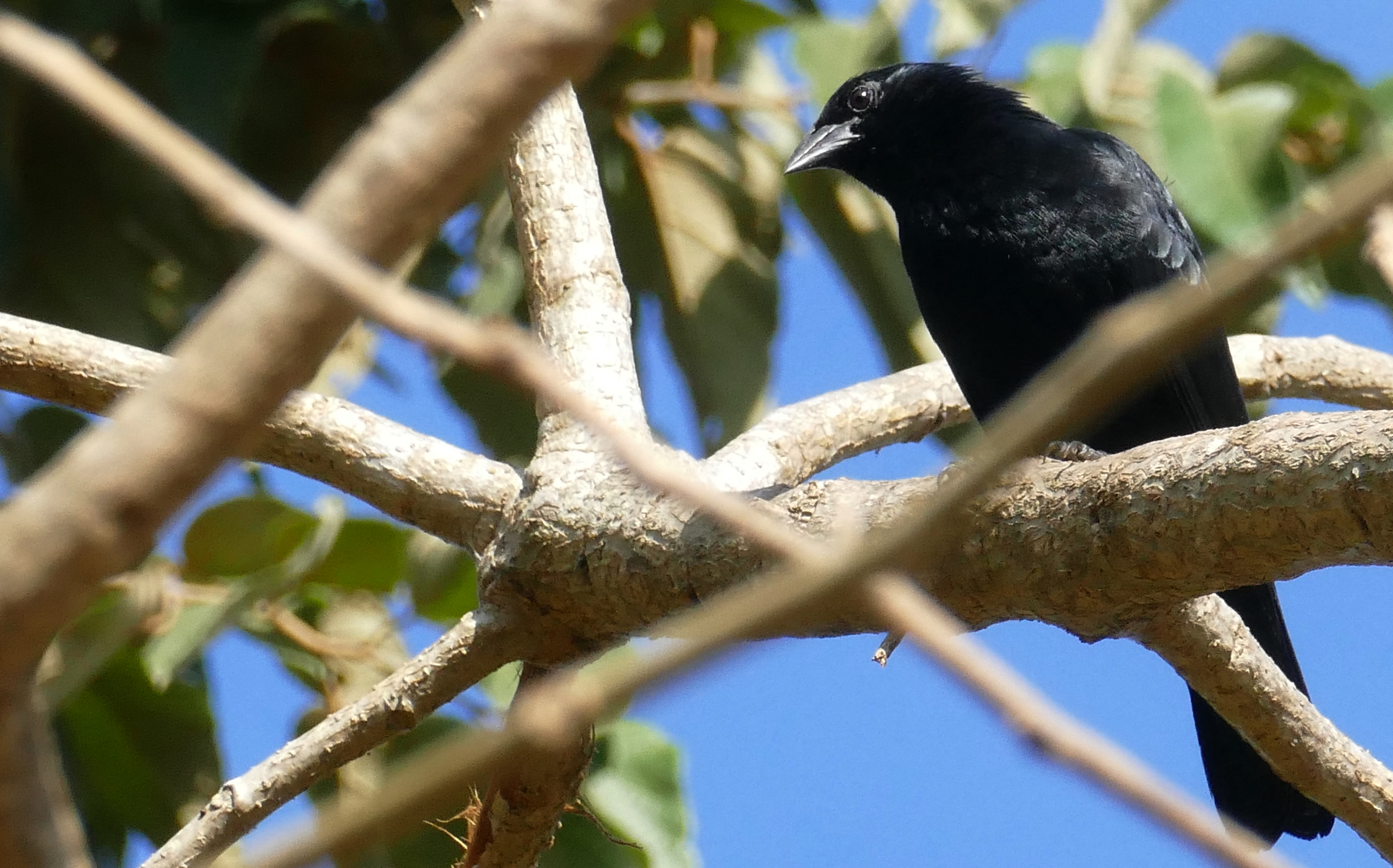
Graúna, em inglês: Chopi Blackbird

Nesta espécie o macho ajuda a criar os filhotes, que atingem a maturidade sexual com cerca de 18 meses de vida. Reproduzem na primavera e no verão, podendo ter de 2 a 3 posturas de ovos por temporada, sendo de 2 a 4 ovos por postura. Sua incubação é de 14 dias. Os filhotes permanecem em média 18 dias no ninho. Com 40 dias podem ficar independentes dos pais. Não há dimorfismo sexual ou etário, pois machos e fêmeas cantam, e os jovens são como os adultos. Pode-se descobrir o sexo dessa ave através de exame de DNA ou Laparoscopia. Em cativeiro, há dificuldades na formação do casal. As tentativas de reprodução devem ser feitas em viveiros de 1m de largura X 2m de altura X 3m de profundidade.

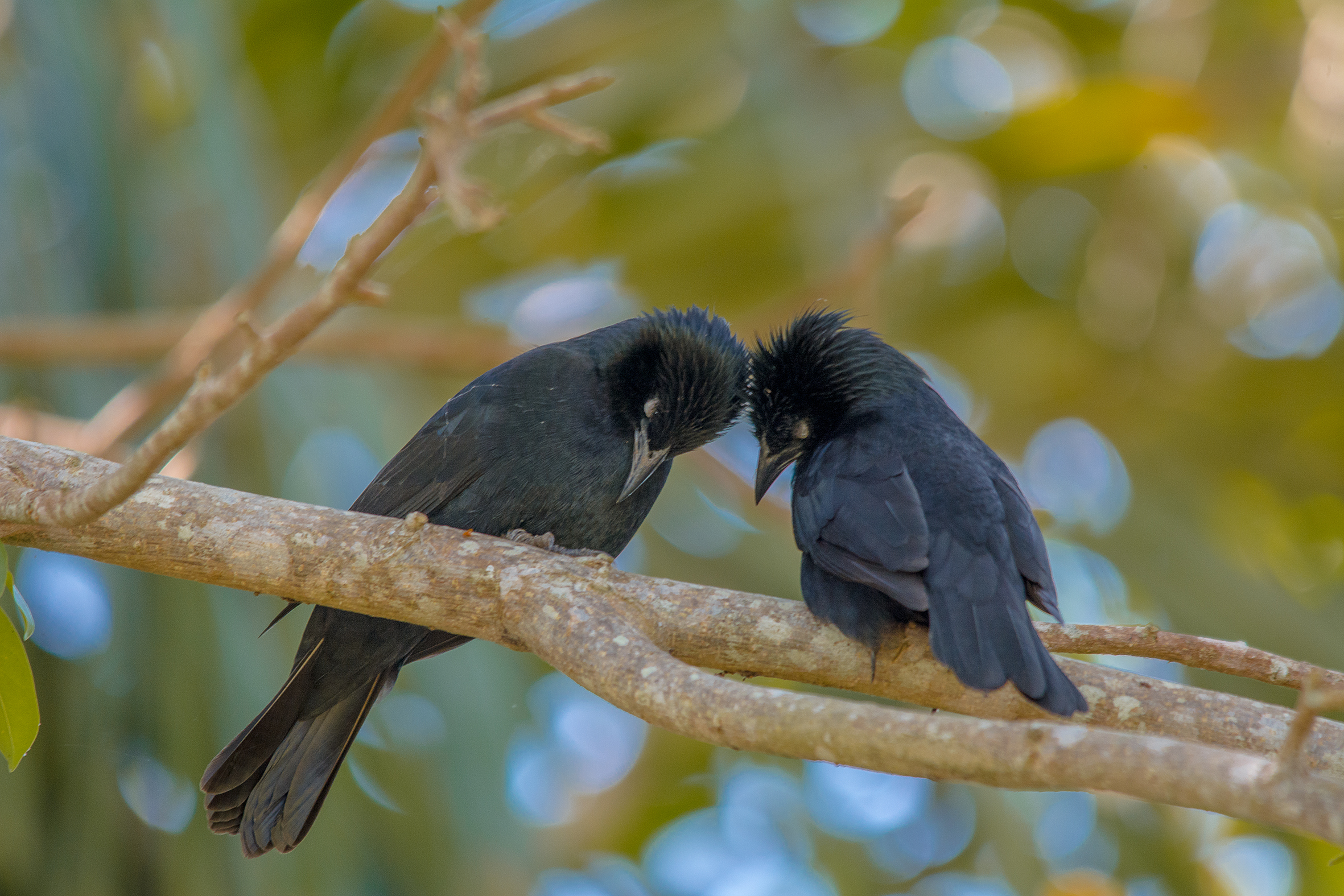
Casal de Graúnas

### Ninhos
Esta espécie é capaz de nidificar, isto é, construir ninhos. Eles são encontrados geralmente em buracos em barrancos e em cupinzeiros terrestres, árvores ocas, troncos de palmeiras ou em ninhos abandonados de espécies como João-de-barro e Pica-pau. São feitos de fibras de palmeira, folhas secas e raízes de capim. Seus ninhos podem ser parasitados pelo Molothrus rufoaxillares conhecido como Vira-bosta-picumã, que é uma espécie parasita de ninhadas especializada. Muitas vezes essas espécies são confundidas, pois filhotes de Vira-bosta-picumã são avistados em ninhos de Graúnas, mesmo havendo uma diferenciação na pele e na cor do bico dos filhotes quando estes ainda não desenvolveram penas: os filhotes de Graúna tem pele mais amarelada e bico escuro e os de Vira-bosta-picumã tem pele mais rosada e bico claro. Os filhotes do parasita conseguem passar despercebidos e são alimentados pelas Graúnas.

## Tráfico de avifauna
Assim como muitas espécies, Gnorimopsar Chopi é facilmente encontrada em feiras e no comércio ilegal de passeriformes. A Graúna em especial é capturada pela beleza de seu canto, que segundo os comerciantes e compradores de aves traficadas, é um dos mais melancólicos do Brasil. Os principais pontos de captura da Graúna  estão nos estados da Bahia (Milagres, Feira de Santana, Vitória da Conquista e Cipó), Pernambuco (Recife), Pará (Belém e Santarém), Mato Grosso (Cuiabá) e Minas Gerais, de onde são escoados para as regiões Sul e Sudeste. Nestas regiões as aves são destinadas a coleções particulares, lojas de mascotes, criadores, feiras livres ou ao mercado exterior. O preço dessa espécie varia conforme seu comportamento: as que cantam mais são mais caras e as mais ariscas, ou seja, as menos calmas são mais baratas. Muitos gaioleiros tem a prática de furar os olhos dos pássaros apreendidos, como Sabiá e Graúna para que eles cantem insistentemente, atraindo mais consumidores.

## Desequilíbrio ambiental
A graúna de vida livre, ou seja, aquela que não foi domesticada pode atuar como um bioindicador em áreas desmatadas do Cerrado brasileiro. Bioindicadores são seres vivos que podem auxiliar na avaliação da qualidade ambiental. O Cerrado é uma área bastante desmatada, principalmente por conta do cultivo de soja. Alterações drásticas desse bioma consequentemente causam alterações drásticas na biologia de diversos seres vivos. Graúnas de áreas de cultivo de soja apresentam uma maior frequência de  anormalidades em seus núcleos celulares e até mesmo micronúcleos - fragmentos de DNA não incorporados ao núcleo na divisão celular e que apresentam relação com agentes genotóxicos. Em contrapartida, espécimes de áreas conservadas apresentam conformação padrão de DNA.
O desmatamento de habitats naturais do pássaro-preto (e outras aves como Aratinga leucophtalma; Patagioenas picazuro  e Volatina jacarina) fazem com que este procure alimento em plantações próximas ou em florestas remanescentes, como de soja, milho e sorgo. Isso representa uma perda da produtividade e prejuízos para os agricultores desses grãos, principalmente nos estados de São Paulo, Goiás, Mato Grosso, Mato Grosso do Sul e Região do Triângulo, em Minas Gerais. São sugeridos novos tipos de manejo nestas plantações afim de diminuir os impactos que o desmatamento para o cultivo tem sobre a fauna e sobre o que é produzido.

## Doenças parasitárias
Animais provenientes do comércio ilegal, que são submetidos a maus tratos, estresse e à falta de higiene são mais suscetíveis à ascaridiose e infecções por Coccídeos. O gênero Ascaridia é ainda mais comum em animais que tenham acesso ao solo em seus recintos. A presença de parasitas pode ser observada através da análise de amostras fecais.

## Na cultura popular

### Música
A Graúna ficou ainda mais famosa por seu canto na música “Assum Preto” do cantor e compositor Luiz Gonzaga.

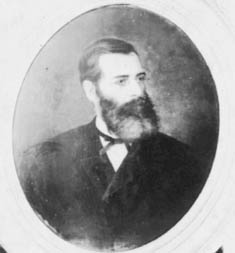
José de Alencar, da coleção Museu Histórico Nacional

Trecho da música:
"Tudo em vorta é só beleza
Sol de abril e a mata em frô
Mas assum preto, cego dos óio
não vendo a luz, ai, canta de dor."

### Literatura
No seu livro "Iracema", José de Alencar faz uma referência a cor das asas da Graúna:
"Além, muito além daquela serra, que ainda azula no horizonte, nasceu Iracema.
Iracema, a virgem dos lábios de mel, que tinha os cabelos mais negros que a asa da graúna, e mais longos que seu talhe de palmeira.
O favo da Jati não era doce como seu sorriso (…)"

### Cartuns
Graúna é uma tira de cartuns do desenhista Henfil que era publicada através do jornal O Pasquim.

Henlfil - cartunista

Nas tirinhas, a personagem Graúna é uma fêmea da espécie Gnorimopsar Chopi . Ela é caracterizada por uma personalidade astuta. Sua aparência física é composta de traços rápidos que definem seu corpo, compondo algo similar a um ponto de exclamação.